# ضربة نائم
|  | يجري الآن نقاش حول نقل صفحة ضربة نائم إلى نجاح تدريجي أو نجاح متأخر. جار التوصل إلى اتفاق بشأن النقل في صفحة طلبات النقل. |

في صناعة الترفيه، تكون ضربة النائم (بالإنجليزية: Sleeper hit)‏ فيلمًا، مسلسلًا تلفزيونيًا، عمل موسيقي، لعبة فيديو أو أي منتج ترفيهي آخر لم ينجح في البداية عند طرحه ولكنه حقق نجاحًا كبيرًا لاحقًا. قد يكون للعمل القليل من الترويج أو يفتقر إلى إطلاق ناجح، ولكن بعد ذلك يكتسب معجبين متابعين واهتمام وسائل الإعلام، والذي بدوره يزيد من تعرضه للجمهور واهتمام الجمهور بالمنتج.

## في الأفلام
يتم تسويق بعض الأفلام الناجحة في صناعة الأفلام بشكل استراتيجي للجمهور بمهارة، مثل المعاينات السريعة قبل أسبوعين من الإصدار، دون جعلهم يشعرون بأنهم ملزمون بمشاهدة فيلم تم الترويج له بشكل كبير. تم استخدام هذا الشكل البديل من إستراتيجية التسويق في الأعمال الناجحة مثل الساهر في سياتل (1993)، فورست غامب (1994)، زواج أعز صديق (1997)، هناك شيء ما عن ماري (1998) والحاسة السادسة (1999).
تقام عروض هذه الأفلام في منطقة مواتية لديموغرافية للفيلم. في حالة فيلم الساهر في سياتل الكوميدي الرومانسي، أقيمت عروض في مراكز التسوق في الضواحي حيث يقضي الأزواج الرومانسيون في منتصف العشرينات إلى أوائل الثلاثينيات بعد ظهر يوم السبت قبل مشاهدة فيلم جديد. من الناحية النظرية، يؤدي الفحص الناجح إلى التسويق الشفهي، حيث يجبر المشاهدين على مناقشة فيلم مثير للاهتمام منخفض المستوى مع زملاء العمل عند عودتهم إلى العمل بعد عطلة نهاية الأسبوع.
أصبح فيلم السائق السهل (1969)، الذي تم إنشاؤه بميزانية تقل عن 400,000 دولار، ضربة نائم عن طريق كسب 50 مليون دولار ومن خلال جذب انتباه الشباب بوضع مزيج من المخدرات والعنف والدراجات النارية وموقف الثقافة المضادة وموسيقى الروك.
الفيلم المستقل هالووين، الذي تم عرضه على مدار خريف 1978 حتى خريف 1979 والذي اعتمد بشكل كامل تقريبًا على الكلام الشفهي للتسويق (تناقل الكلام بين الناس)، حقق أيضًا نجاحًا كبيرًا، حيث حصل من شباك التذاكر 70 مليون دولار بميزانية 325,000 دولار فقط. تسبب نجاح الفيلم في أن تحاول أفلام السلاشر (التقطيع) الأخرى نفس النهج، على الرغم من أن القليل منها كان كذلك لأن أفلام الرعب تعتمد بشكل كبير على افتتاح شباك التذاكر في عطلة نهاية الأسبوع وسرعان ما تسقط من أماكن عرض الأفلام. من الأمثلة البارزة الأخرى لضربات النائم لأفلام الرعب التي يكون وقتها في أعقاب يوم الهالوين الجمعة الثالث عشر في 1980، ذا إيفل ديد في 1981، كابوس شارع إيلم في 1984، سكريم في 1996، أعرف ماذا فعلت الصيف الماضي في 1997، مشروع ساحرة بلير في 1999، الوجهة النهائية في 2000، المنشار في 2004، النزل في 2005، النشاط الخارق في 2007، كل من التطهير والشعوذة في 2013، وكذلك يوم موت سعيد واخرج في 2017.

## في الموسيقى
كان تسجيل دون هاوارد في عام 1952 لأغنية «أوه هابي داي» واحدة من أوائل الأغاني التي كانت ضربة نائم. كانت تضم فقط غناء هوارد الباريتون وغيتاره الأكوستيك الذي تم عزفه على مستوى الهواة، وقد تم إصدارها في البداية محليًا ولم يكن من المتوقع أن تصبح ناجحة. أدت موجة الدعم الهائلة من المراهقين في موطن هاوارد في كليفلاند بولاية أوهايو إلى زيادة شعبية الأغنية بسرعة، على الرغم من ازدراء صناعة الموسيقى. نُسخ الغلاف (بما في ذلك نسخة لاري هوبر وأوركسترا لورانس ويلك) تم نقلها بسرعة إلى الإنتاج، وبحلول عام 1953، كان هناك ما لا يقل عن أربعة تسجيلات ناجحة للأغنية نفسها المتداولة، بما في ذلك أغنية هاوارد الأصلية.
أغنية فرقة ذا رومانتيكس المنفردة عام 1980 بعنوان «وات آي لايك أباوت يو» حققت نجاحًا طفيفًا عند إصدارها، حيث احتلت المرتبة 49 على بيلبورد هوت 100 في الولايات المتحدة، بينما لم تدخل ترتيب المملكة المتحدة الموسيقي على الإطلاق. أصبحت في النهاية واحدة من أكثر الأغاني شعبية في الثمانينيات بفضل استخدامها في الحملات الإعلانية المختلفة.
ألبوم نيرفانا الثاني نيفرمايند صدر في سبتمبر 1991 مع توقعات منخفضة، على أمل بيع 500,000 نسخة. دخل الألبوم في بيلبورد 200 في المرتبة 144، لكنه صعد ببطء إلى المخططات خلال الأشهر التالية، ودخل ترتيب أعلى 40 ألبوم في نوفمبر. كان الألبوم يبيع 300,000 نسخة في الأسبوع بحلول ديسمبر، قبل ذلك في يناير 1992، حل نيفيرمايند محل ألبوم مايكل جاكسون دينجرس في المركز الأول على قوائم بيلبورد. استمر بيع الألبوم بأكثر من 30 مليون نسخة حول العالم.
تم إصدار أغنياتا «جست دانس» و«بوكر فيس» لمغنية البوب ليدي غاغا في عام 2008 ولكنهما لم يحظيا بشعبية حتى نهاية العام والعام التالي في بعض البلدان، بما في ذلك الولايات المتحدة والمملكة المتحدة.
أمثلة على أعمال موسيقية أخرى اشتهرت في وقت لاحق بعد إصدارها:
«ويلكم تو ذا جنغل» لفرقة الروك الأمريكية غنز آن روزز (1987)، اشتهرت في سنة 1988.
«كانت هولد أس» لماكليمور ورايان لويس (2011)، اشتهرت في سنة 2013.
«تروث هرتس» للمغنية ليزو (2016)، اشتهرت في سنة 2019.

## في ألعاب الفيديو
تم إصدار بوكيت مونستر ريد آند غرين في عام 1996 في اليابان، وتم إصدارها لاحقًا باسم بوكيمون ريد آند بلو في عام 1998. بعد عدة سنوات من التطوير أصبحت ضربة نائم. اعتقادًا منها أنها منتج واحد، شحنت ننتيندو في البداية 200,000 نسخة، وهي كمية منخفضة نسبيًا. تجاهلت معظم وسائل الإعلام الألعاب، ولكن إلى حد كبير من خلال تناقل الأحاديث النابعة من الشخصية المخفية ميو، انتشرت شعبيتها تدريجياً في جميع أنحاء اليابان، حيث باعت مليون وحدة بنهاية عام 1996. أصبحت في النهاية أكثر ألعاب الفيديو مبيعًا في اليابان، حيث باعت 7.8 مليون نسخة، وباعت 45 مليونًا نسخة في جميع أنحاء العالم. بعد أن أحدثت ضجة كبيرة على المستوى الوطني في اليابان، تم تقديم السلسلة إلى الولايات المتحدة في سبتمبر 1998، وبدأ جنونًا عالميًا أطلق عليه اسم «بوكيمانيا».
تم إصدار بورتال في عام 2007 مع القليل من الضجة كجزء من مجموعة اللعبة ذا أورنج بوكس، لكنها أصبحت في النهاية «ظاهرة».
تم إصدار ستيم ورلد ديغ ‏ (2013) على 3 دي إس بواسطة مطور بالكاد يعرف إمج آند فورم. أصبحت واحدة من أولى الألعاب المستقلة المذكورة في ننتيندو دايركت، وباعت في النهاية أكثر من مليون نسخة على جميع المنصات. إذا لم تنجح اللعبة، لكان الاستوديو مضطرًا للإغلاق.
تم إصدار لعبة أمونع أس في أواخر النصف الأول من عام 2018، وتلقت القليل من الاهتمام السائد ويبدو أن متوسطها كان يتراوح بين 30 إلى 50 لاعبًا متزامنًا. حصلت على قفزة مفاجئة وكبيرة في شعبيتها في منتصف عام 2020 بعد أن اشتهرت من قبل الأشخاص الذين يبثون طريقة لعبهم على تويتش ويوتيوب. في نوفمبر 2020، ذكرت سوبر داتا ريسيرش أن اللعبة لديها أكثر من نصف مليار مستخدم، معلنةً أنها «اللعبة الأكثر شعبية على الإطلاق من حيث عدد اللاعبين الشهريين».

## روابط خارجية
- «الأفلام التي تستغرق وقتًا أطول لتصل إلى رقم 1 في شباك التذاكر» بوكس أوفيس موجو
- «علم النائم» - ذا نيويوركر